# Charley Eugene Johns
Charley Eugene Johns (Starke, 27 febbraio 1905 – Gainesville, 23 gennaio 1990) è stato un politico statunitense. Fu il 32º governatore della Florida dal 1953 al 1955.
Johns è ricordato per il suo sostegno alla  famigerata commissione Florida Legislative Investigation, soprannominata "Johns Committee" a causa della presidenza di Johns. Questo comitato partecipò, tra l'altro, a varie azioni, tra anche quelle investigative, contro gli omosessuali. Johns Fece inoltre pubblicare un opuscolo, intitolato Homosexuality and Citizenship in Florida, che includeva un glossario dell'omosessualità con vari contenuti grafici forti che fecero molto scalpore.